# Aydoğan, Gölköy
Aydoğan là một xã thuộc huyện Gölköy, tỉnh Ordu, Thổ Nhĩ Kỳ. Dân số thời điểm năm 2010 là 2 người.